# Измаильская картинная галерея
Измаильская картинная галерея (укр. Ізмаїльська картинна галерея) — крупнейший объект культуры Придунайского края, расположенный на углу проспекта Суворова, 19 и улицы Школьная 59 в городе Измаил (Одесская область, Украина).

## История
История Измаильской картинной галереи начинается в 1974 году с художественного отдела музея Александра Суворова. В течение 15 лет коллекцию собирала и комплектовала энтузиаст музейного дела Эмилия Николаевна Евдокимова, в будущем — первый директор галереи и почетный гражданин города. На базе коллекцию 1 августа 1987 года согласно приказу Министерства культуры УССР в Измаиле открыта картинная галерея как филиал Одесского художественного музея.
В 1994 году галерея была реорганизована в государственный самостоятельный музей II категории областного подчинения. Коллекция насчитывает около 5000 экспонатов.
С 1991 года на базе картинной галереи действует Измаильская студия телевидения, освещающая культурные события, а также общественно-социальную жизнь Придунайского края.
В 1999 году за активную культурно-массовую и научно-просветительскую работу, весомый вклад в государственную программу по духовному воспитанию молодежи и населения Одесская областная государственная администрация предоставила Измаильской картинной галерее статус Областного центра эстетического воспитания.

## Коллекция
Фонд галереи составлял более 5000 экспонатов.
Основа коллекции — произведения искусства из фондов Министерства культуры Украины, союза художников Украины и СССР, а также художественные произведения из частных коллекций.
Постоянная экспозиция состоит из разделов:
- Современное искусство Украины (живопись, графика, скульптура)
- Декоративно-прикладное искусство Украины;
- Иконопись и предметы культа XVII—XIX веков;
- Западноевропейское искусство XVI—XIX веков;
- Искусство народов Востока.

## Деятельность
Ежегодно музей открывает более 20 выставок из собственных фондов, из других музеев, сборные и персональные выставки современных художников Украины и зарубежья. Традиционными являются региональные выставки «Красота, созданная женщиной», «Благовест», «Бессарабская палитра» (ко Дню города Измаил) акция «Ночь в музее» (с привлечением украинских и иностранных мастеров) региональный детский арт-проект «Новогодняя феерия» и международный детский фестиваль «Дунай — река дружбы» (с участием юных художников из европейских стран).
В литературно-музыкальной гостиной «Вернисаж» проводятся встречи с известными представителями культуры и искусства, концерты, поэтические вечера, презентации.
В рамках работы с детьми внедряются инновационные формы и опыт различных музеев мира. Программа «Музейная педагогика», разработанная научными сотрудниками музея совместно с учителями школ, преподавателями вузов и внешкольных учреждений, состоит из комплексных занятий для воспитанников детских садов, учащихся младших и средних классов («В мире прекрасного»); интегрированных занятий для детей старшего школьного возраста и студентов; мастер-классов по отдельным видам искусства.